# آکادمی بین‌المللی علوم سان مارینو

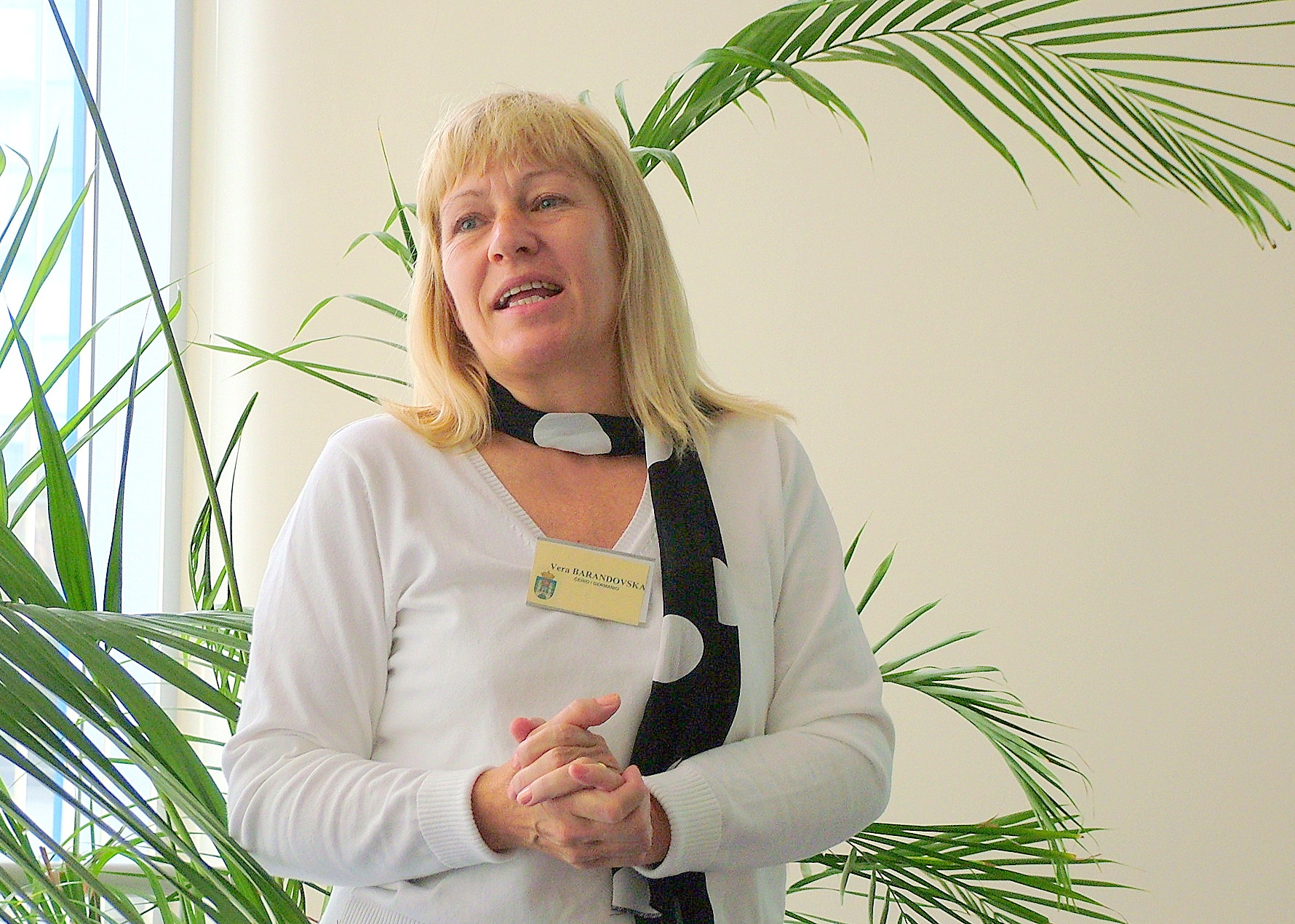
ورا برندووسکا فرانک (چک) - زبان‌شناس و استاد زبان اسپرانتو

آکادمی بین‌المللی علوم سان مارینو (به اسپرانتو: Akademio Internacia de la Sciencoj San Marino) (به اختصار AIS) یک نهاد علمی است که به سال ۱۹۸۵ در شهر سان مارینو تأسیس شد. نام‌گذاری این آکادمی برگرفته از زبان اسپرانتو است. در این آکادمی بر پرهیز از هرگونه تبعیض زبانی و فرهنگی تأکید شده و هم از این روست که بسیاری از دروس و محافل آن به زبان بی‌طرف اسپرانتو تدریس می‌شود. 